# Elecciones parciales de Jersey de 2010
Elecciones parciales para elegir a un senador en Jersey tuvieron lugar el 16 de junio de 2010, luego de que Stuart Syvret perdiera su escaño al ausentarse de Jersey. Hubo un 26,51% de participación electoral

## Resultados
Candidatos (1 electo) 
- Francis Le Gresley 5 798
- Stuart Syvret 3 437
- Patrick Ryan 3 212
- Gerard Baudains 1 329
- Geoff Del sur 1 085
- Nicholas Le Cornu 382
- Gino Risoli 76
- Philip Maguire 72
- Peter Remon-Whorral 27